# Соболево (Оренбургская область)
Соболево — село в Первомайском районе Оренбургской области Российской Федерации. Административный центр Соболевского сельсовета.

## География
Расположено в 6 км к северо-востоку от посёлка Первомайский и в 233 км к западу от Оренбурга. У села река Башкирка впадает в Шаган по правому берегу.

## Население
| 2010 |
| ---- |
| 1034 |

## История
Станица Соболевская входила в 1-й Уральский военный отдел Уральского казачьего войска

## Инфраструктура
Соболевская средняя общеобразовательная школа. Памятник в честь погибших во время Великой Отечественной войны.

## Транспорт
Проходит региональная автодорога Р246 Бугульма — Бузулук — Уральск. От села отходит автодорога на восток в Ташлу (на Оренбург).